# Flyers de Niagara Falls
Deux franchises ont porté le nom de Flyers de Niagara Falls et les deux franchises ont joué dans l'Association de hockey de l'Ontario (aujourd'hui Ligue de hockey de l'Ontario). Les deux équipes ont joué dans la même patinoire : Niagara Falls Memorial Arena. La première équipe a joué de 1960 à 1972 et la seconde de 1976 à 1982.
Les deux franchises étaient toutes les deux la propriété de la famille Emms

## Historique
Les Flyers de Niagara Falls est une des rares franchises à avoir gagné à plusieurs reprises la Coupe Memorial et ils ont réalisé cette performance à deux reprises à Niagara Falls et deux fois à Barrie. Ils ont également gagné la Coupe J.-Ross-Robertson en tant que vainqueur des séries éliminatoires de l'OHA à 3 reprises.
La famille Emms a vendu les Flyers en 1972 après douze saisons et les nouveaux propriétaires ont alors déménagé la franchise Sudbury.
Plus tard, la même année, la famille Emms a décidé d'acheter les Black Hawks de Saint Catharines champions en titre de l'OHA. Quatre ans après les Emms décident de déménager la franchise à Niagara Falls (1976). La franchise prend alors le même nom que la première fois.
La famille Emms vendra les Flyers pour la seconde fois en 1978.
En 1982, le nouveau propriétaire déménage la franchise à North Bay puis plus tard à Saginaw.

### Nom des franchises
- Première franchise
  - Flyers de Barrie de 1945 à 1960
  - Flyers de Niagara Falls 1960 à 1972
  - Wolves de Sudbury 1972 à aujourd'hui
- Seconde franchise
  - Falcons de Saint Catharines 1943 à 1947
  - Teepees de Saint Catharines 1947 à 1962
  - Black Hawks de Saint Catharines 1962 à 1976
  - Flyers de Niagara Falls 1976 à 1982
  - Centennials de North Bay 1982 à 2002
  - Spirit de Saginaw 2002 à aujourd'hui

### Trophées d'équipe
- 1963 : trophée Hamilton Spectator (69 points au nombre de supporters) et Coupe J.-Ross-Robertson
- 1965 : trophée Hamilton Spectator (81 points), Coupe J.-Ross-Robertson et Coupe Memorial
- 1968 : Coupe J.-Ross-Robertson et Coupe Memorial
- 1979 : trophée Emms (champion de la division Centrale)

## Saisons après saisons

### 1960-1972
Note : PJ : parties jouées, V : victoires, D : défaites, N : matchs nuls, Pts : Points, %V : pourcentage de victoire, BP : buts pour, BC : buts contre, Pun : minutes de pénalité
| Saison    | PJ | V  | D  | N  | Pts | %V     | BP  | BC  | Classement | Séries éliminatoires                                                                                                  |
| --------- | -- | -- | -- | -- | --- | ------ | --- | --- | ---------- | --- |
| 1960-1961 | 48 | 22 | 21 | 5  | 49  | 51 %   | 165 | 166 | 4e OHA     | 10-4 Royals de Guelph (1/4 de finale)                                                                                 |
| 1961-1962 | 50 | 16 | 23 | 11 | 43  | 43 %   | 193 | 193 | 4eOHA      | 8-0 Red Wings de Hamilton (1/2 finale)                                                                                |
| 1962-1963 | 50 | 31 | 12 | 7  | 69  | 69 %   | 212 | 146 | 1er OHA    | 8-2 Red Wings de Hamilton 8-0 Canadiens de Montréal Junior Neil McNeil Maroons de Toronto Champion de l'OHA ⇒ CM 1963 |
| 1963-1964 | 56 | 26 | 22 | 8  | 60  | 53,6 % | 207 | 178 | 4e OHA     | 8-0 Marlboros de Toronto (1/4 de finale)                                                                              |
| 1964-1965 | 56 | 36 | 11 | 9  | 81  | 72,3 % | 236 | 168 | 1er OHA    | 8-4 Generals d'Oshawa 8-2 Marlboros de Toronto Champion de l'OHA ⇒ CM 1965                                            |
| 1965-1966 | 48 | 23 | 15 | 10 | 56  | 58,3 % | 210 | 162 | 3e OHA     | 8-4 Rangers de Kitchener                                                                                              |
| 1966-1967 | 48 | 23 | 15 | 10 | 56  | 58,3 % | 238 | 195 | 2e OHA     | 8-4 Knights de London 8-6 Red Wings de Hamilton                                                                       |
| 1967-1968 | 54 | 32 | 15 | 7  | 71  | 65,7 % | 255 | 169 | 4e OHA     | 8-2 Petes de Peterborough 8-4 Canadiens de Montréal Junior 9-7 Rangers de Kitchener Champion de l'OHA ⇒ CM 1968       |
| 1968-1969 | 54 | 28 | 24 | 2  | 58  | 53,7 % | 223 | 229 | 4e OHA     | 9-5 67's d'Ottawa 8-6 Black Hawks de Saint Catharines                                                                 |
| 1969-1970 | 54 | 10 | 41 | 3  | 23  | 21,3 % | 151 | 313 | 10e OHA    | Non qualifiés |
| 1970-1971 | 62 | 11 | 44 | 7  | 29  | 23,4 % | 193 | 350 | 10e OHA    | Non qualifiés |
| 1971-1972 | 63 | 27 | 27 | 9  | 63  | 50 %   | 280 | 293 | 6e OHA     | 8-4 Generals d'Oshawa                                                                                                 |

### 1976-1982
| Saison    | PJ | V  | D  | N  | Pts | %V     | BP  | BC  | Classement | Séries éliminatoires                                                                         |
| --------- | -- | -- | -- | -- | --- | ------ | --- | --- | ---------- | -------------------------------------------------------------------------------------------- |
| 1976-1977 | 66 | 15 | 45 | 6  | 36  | 27,3 % | 254 | 370 | 6e Emms    | Non qualifiés                                                                                |
| 1977-1978 | 68 | 17 | 41 | 10 | 44  | 32,4 % | 261 | 340 | 6e Emms    | Non qualifiés                                                                                |
| 1978-1979 | 68 | 43 | 21 | 4  | 90  | 66,2 % | 361 | 243 | 1er Emms   | 8-6 Rangers de Kitchener Spitfires de Windsor et Knights de London 8-6 Petes de Peterborough |
| 1979-1980 | 68 | 29 | 39 | 0  | 58  | 42,6 % | 325 | 355 | 4e Emms    | 3-2 Knights de London 4-1 Spitfires de Windsor                                               |
| 1980-1981 | 68 | 30 | 36 | 2  | 62  | 45,6 % | 354 | 359 | 4e Emms    | 3-2 Marlboros de Toronto 9-5 Rangers de Kitchener                                            |
| 1981-1982 | 68 | 31 | 34 | 3  | 65  | 47,8 % | 311 | 338 | 4e Emms    | 6-4 Spitfires de Windsor                                                                     |

### Coupe Memorial 1963
L'équipe a gagné le droit de jouer pour la Coupe après avoir éliminé les Neil McNeil Maroons de Toronto en finale du championnat de l'OHA puis les Eagles d'Espanola et gagnèrent ainsi le trophée George-Richardson récompensant le représentant de l'Est canadien pour la Coupe.
L'adversaire des Flyers était alors les Oil Kings d'Edmonton dans une série au meilleur des sept matchs. Les matchs se sont déroulés sur la glacec d'Edmonton, l'Arena Gardens.
- Résultats des matchs
  - Edmonton 0-8 Niagara Falls
  - Edmonton 7-3 Niagara Falls
  - Edmonton 5-2 Niagara Falls
  - Edmonton 3-2 Niagara Falls
  - Edmonton 2-5 Niagara Falls
  - Edmonton 4-3 Niagara Falls

### Coupe Memorial 1965
La Coupe Memorial a encore une fois eu lieu à l'Arena Gardens et pour la première fois l'équipe remporte la finale.
- Résultats des matchs
  - Niagara Falls 3 - Edmonton 2
  - Niagara Falls 5 - Edmonton 1
  - Niagara Falls 1 - Edmonton 5
  - Niagara Falls 8 - Edmonton 2
  - Niagara Falls 8 - Edmonton 1

### Coupe Memorial 1968
Les Flyers ont gagné le droit de jouer la Coupe Memorial après avoir éliminé les Maple Leafs de Verdun pour le titre de champion de l'est du Canada.
L'opposant aux Flyers étaient alors les Bruins d'Estevan et ainsi, deux franchises affiliées à la même franchise de la LNH devaient se rencontrer. Les rencontres eurent lieu sur la glace des Bruins à l'exception du deuxième match qui eut lieu au Forum de Montréal.
Le quatrième match fut le match le plus long de l'histoire de la Coupe Memorial avec un total de huit prolongations.
- Résultats des matchs
  - Niagara Falls 7-4 Estevan
  - Niagara Falls 2-4 Estevan
  - Niagara Falls 7-4 Estevan
  - Niagara Falls 4-3 Estevan (5e prolongation)
  - Niagara Falls 6-0 Estevan

## Personnalités de l'équipe

### Entraîneurs
Les Flyers de 1960 à 1972 étaient entraînés par Hap Emms, Bill Long et Paul Emms.
Les entraîneurs de la seconde franchise des FLyers sont les suivants:
- 1976-1978 Paul Emms
- 1978-1979 Bert Templeton
- 1979-1980 B.Boughner, F.Stanfield
- 1980-1981 Paul Gauthier
- 1981-1982 Bert Templeton

### Joueurs

#### Membre du Temple de la renommée du hockey
- Bernie Parent (1963-1965)
- Mike Gartner (1976-1979)

### Trophées gagnés
- 1962-1963 - Wayne Maxner, trophée Red-Tilson (meilleur joueur de la saison), trophée Eddie-Powers (meilleur pointeur de la saison)
- 1963-1964 - Bernie Parent, trophée Dave-Pinkney (gardien de but avec le moins de but encaissés en moyenne)
- 1964-1965 - Bernie Parent, trophée Dave-Pinkney
- 1966-1967 - Derek Sanderson, trophée Eddie-Powers
- 1967-1968 - Tom Webster, trophée Eddie-Powers, trophée William-Hanley (meilleur état d'esprit)
- 1976-1977 - Mike Gartner, trophée de la famille Emms (recrue de l'année)
- 1978-1979 - Nick Ricci, trophée F.-W.-« Dinty »-Moore (meilleur gardien de but recrue)
- 1981-1982 - Ron Meighan, trophée Max-Kaminsky (meilleur défenseur de la ligue)